# James Nguyen
James Nguyen (Đà Nẵng, 1º settembre 1966) è un regista, sceneggiatore e produttore cinematografico vietnamita.

## Filmografia

### Regista
- Julie and Jack (2003)
- Replica (2005)
- Birdemic (2010)
- Birdemic 2 (2013)
- The Man with the Wooden Face (2017)